# GetTransfer
GetTransfer — международный маркетплейс онлайн-бронирования транспортных трансферов и частных перевозок. Штаб-квартира расположена в Ларнаке (Республика Кипр).

## История
Компания основана предпринимателями Александром Першиковым и Александром Саповым в 2015 году. Первоначально проект был задуман с целью упростить процесс поиска и бронирования трансферов, объединив предложения различных транспортных компаний и частных водителей на одной платформе. В 2016 году запущено приложение с одноимённым названием (GetTransfer.com).
С марта 2018 по январь 2019 года компания провела раунд инвестиций, в ходе которого привлекла капитал крупных инвесторов Emery Capital, Castel Capital и S7 Group. Благодаря этому её рост в течение 2018 года, в сравнении с результатами предыдущего года, стал десятикратным. Впоследствии, в 2020 году, из-за ограничений, связанных с пандемией COVID-19, S7 Group вышла из состава участников GetTransfer, продав свою долю в компании другим акционерам.
В 2018 году приняла участие в в IV Российско-британском бизнес-форуме (Лондон, Великобритания).
Летом 2018 года объявлено о создании совместного проекта с чартером водного транспорта GetBoat.com.
В 2019 году участвовала в IT-конференции Web Summit (Лиссабон, Португалия).
В 2022 году компания объявила о заключении партнёрского соглашения с банком Emirates NBD.
В январе 2023 года начала сотрудничать с программой лояльности SUMA авиакомпании Air Europa.
В апреле 2023 года заключено стратегическое партнёрство с Binance Card, ведущим поставщиком криптовалютных платёжных карт.
В марте 2025 года объявлено о начале сотрудничества с национальным авиаперевозчиком Азербайджана — компанией AZAL.

## Описание сервиса
GetTransfer.com работает по модели ISS (англ. Information Society Service), то есть позволяет пользователям сравнивать цены и условия различных перевозчиков и самостоятельно выбирать подходящего исполнителя из множества доступных предложений. Платформа действует исключительно как посредник между клиентами и независимыми поставщиками транспортных услуг, при этом не контролирует их и не влияет на их условия.
Основные услуги включают:
- Трансферы из/в аэропорты;
- Междугородние поездки;
- Городские поездки;
- Доставку.

По состоянию на 2022 год, сервис был доступен в более чем 180 странах и охватывал более 100 тысяч водителей.

## Критика
В 2024 году компания была замечена в публикации на сайте Trustpilot фейковых отзывов о своей деятельности.

## Награды
В 2019 году выиграла премию Travolution Awards (Великобритания) в категории Best Technology Product.
В 2020 году выиграла премию Globe Travel Awards (Великобритания) за инновации в сфере туризма.
В 2022 году была удостоена наград Uzakrota Travel Awards (Best Travel App) и Indonesia Travel & Tourism Awards (Leading Online Transport Marketplace).
В 2023 и 2024 годах выигрывала премию International Travel Awards в категориях Best Airport Transfer Company и Best Online Travel Marketplace — Regional Level.
В 2025 году совместно с компанией SoulMatcher получила ежегодную премию в области цифровой трансформации бизнеса RB Digital Awards (категория «HR и внутренние коммуникации»).